# فوتبالیست‌ها (مجموعه تلویزیونی)
فوتبالیست‌ها (به انگلیسی: Ballers) مجموعه تلویزیونی آمریکایی ساخته استیو لوینسون است. این مجموعه از ۲۰۱۵ تا ۲۰۱۹، در پنج فصل نمایش داده‌شد.

## بازیگران
- دووِین "د راک" جانسون در نقش اسپنسر استراسمور، ورزشکاری بازنشسته[۱]
- عمر بنسون میلر در نقش چارلز، ورزشکار حرفه‌ای خوش‌اخلاق که بازنشسته است و به دنبال شغل جدیدی می‌گردد[۱]
- جان دیوید واشنگتن در نقش ریکی، ورزشکاری با روحیه رقابت و با ایمان[۱]
- راب کوردری در نقش جو، مشاور مالی که سخت تلاش می‌کند که جا بیفتد[۱]
- تروی گریتی در نقش جیسون، یک مدیر برنامه ورزشی سطح بالا[۱]
- دانِوان کارتر در نقش ورنون، ورزشکار حرفه‌ای که بشدت خانواده‌دوست است.[۱]
- جازمین سایمون در نقش جولی، همسر یک ورزشکار حرفه‌ای بازنشسته[۱]
- تیلور کول در نقش مایکلز، گزارشگر پایان بازی در ESPN که با اسپنسر رابطه عاشقانه دارد[۱]
- له‌تویا لاکت در نقش تینا، بیوه یکی از نزدیکترین دوستان اسپنسر[۱]